# Walther Kühn
Walther Kühn (* 27. Dezember 1892 in Posen; † 4. Dezember 1962 in Bonn) war ein deutscher Verwaltungsjurist, Politiker der FDP und Vertriebenenfunktionär. In der NS-Zeit war er Regierungspräsident von Bromberg. Nach dem Krieg war er von 1949 bis zu seinem Tod Mitglied des Bundestages und von 1949 bis 1953 Parlamentarischer Geschäftsführer der FDP-Fraktion. Von 1960 bis 1962 war Kühn Bundessprecher der Landsmannschaft Westpreußen.

## Leben und Beruf
Der evangelische Sohn eines Gymnasialprofessors besuchte das Gymnasium in Bromberg und Frankfurt (Oder). Er studierte nach dem Abitur ab 1911 Rechts- und Staatswissenschaften in Tübingen, Wien und Halle an der Saale und nahm 1914 bis 1918 als Artillerieoffizier am Ersten Weltkrieg teil. Nach dem Zweiten Staatsexamen 1921 ging er in den Staatsdienst. Ab 1926 war er Regierungsrat in Frankfurt (Oder) und im preußischen Innenministerium, 1931 wurde er Landrat im Kreis Oststernberg (im Osten der Provinz Brandenburg). Nach der Machtergreifung der Nationalsozialisten 1933 wurde er aus politischen Gründen vorübergehend amtsenthoben. Bereits in demselben Jahr jedoch wurde er wiederum Landrat, nun im Landkreis Waldenburg in Niederschlesien, ein Jahr später in Liegnitz, wo er dieses Amt bis 1939 versah.
Nach dem Überfall auf Polen und der Annexion Danzigs und des polnischen Westpreußen wurde er Regierungsvizepräsident im Regierungsbezirk Marienwerder und Regierungsbezirk Danzig des Reichsgaus Danzig-Westpreußen und am 1. November 1942 Regierungspräsident im Regierungsbezirk Bromberg, wo er 1945 erneut amtsenthoben wurde. Noch im Januar 1945 wurde Kühn auf Befehl von Heinrich Himmler als „in jeder Beziehung unzuverlässig“ entlassen, weil er sich weigerte, die Politik der verbrannten Erde in Westpreußen durchzuführen. Er kam in das Konzentrationslager Matzkau und wurde dort zum Tode verurteilt, aber zum Einsatz in einem SS-Strafbataillon begnadigt und an der Ostfront eingesetzt, wo er bei der Verteidigung von Danzig mehrfach verwundet wurde.
Durch die Vertreibung kam Kühn nach Westdeutschland. Er war zunächst als Hilfsarbeiter in der Landwirtschaft, später als Rechtsanwalt tätig. Er war von 1955 bis zu seinem Tod 1962 Bundesvorsitzender des Verbandes der heimatvertriebenen Beamten, Angestellten und Arbeiter (Verbaost) und 1957–1962 stellvertretender Bundesvorsitzender des Deutschen Beamtenbundes. Zudem war er von 1960 bis 1962 Sprecher der Landsmannschaft Westpreußen. Das Ministerium für Staatssicherheit der DDR sah in Kühn einen „aktiven Verfechter des Revanchismus […], der ein aktiver Faschist und Mitglied der NSDAP war“.

## Partei
Kühn war in der Weimarer Republik Mitglied der Deutschen Volkspartei. Zum 1. Mai 1933 trat er der NSDAP bei (Mitgliedsnummer 2.309.218). Im Zuge der verspäteten Bearbeitung seiner Aufnahme in die Partei schrieb er 1935 an den Reichsschatzmeister, „dass es besonders erwünscht scheint, dass die leitenden Beamten nicht nur Nationalsozialisten sind, sondern auch formell der Partei als Mitglied angehören“. Ende Juni 1933 trat er der SS bei (SS-Nummer 188.649). 1946 trat er der FDP in Nordrhein-Westfalen bei.

## Abgeordneter
Er gehörte dem Deutschen Bundestag seit dessen erster Wahl 1949 bis zu seinem Tode an, jeweils über die FDP-Landesliste Nordrhein-Westfalen gewählt, und war innenpolitischer Sprecher der FDP-Fraktion. Von 1949 bis 1953 war er Parlamentarischer Geschäftsführer seiner Fraktion. 1953 bis 1957 war er stellvertretender Vorsitzender des Bundestagsausschusses für das Beamtenrecht. Bundestagspräsident Eugen Gerstenmaier überreichte ihm 1961 das vom Bundespräsidenten verliehene Große Bundesverdienstkreuz.

## Studentenverbindungen
Während seines Studiums wurde Kühn 1911 Mitglied der Tübinger Sängerschaft Zollern. Dass er außerdem noch den Sängerschaften Arion Leipzig, Fridericiana Halle, Bardia Bonn, Altpreußen Königsberg, Leopoldina Breslau, Thuringia Heidelberg, Prager Universitäts-Sängerschaft Barden zu München sowie der Universitätssängerschaft Barden zu Wien angehörte, führte zu seinem Spitznamen „Papa Kühn, der Vielbändermann“. Von 1954 bis zu seinem Tode war er Vorsitzender des Altherrenverbandes der Deutschen Sängerschaft (VAS).

## Veröffentlichungen
- Abriß der Geschichte der Sängerschaft Zollern. In: Zollern-Zeitung. 1929, S. 27 bis 31.